# Аврамово (Кирджалійська область)
Аврамово (болг. Аврамово) — село в громаді Ардін, Кирджалійська область, Болгарія. Населення становить 5 осіб. До 1934 року село носило назву Ібрахімлер.

## Політична ситуація
Аврамово підпорядковується безпосередньо громаді і не має свого Кметя.
Кмети (мер) общини Ардін  — Ресмі Мехмед Мурад (Рух за права та свободи (ДПС)) за результатами виборів.

### Карти
- Положення на електронній карті bgmaps.com[недоступне посилання з червня 2019]
- Положення на електронній карті emaps.bg[недоступне посилання з лютого 2019]

| Болгарія | Це незавершена стаття з географії Болгарії. Ви можете допомогти проєкту, виправивши або дописавши її. |